# Ω-Bromacetophenon
ω-Bromacetophenon ist eine stark augenreizende chemische Verbindung, die in ihrer augenreizenden Wirkung nur wenig hinter Chloracetophenon zurücksteht.

## Darstellung
ω-Bromacetophenon wurde erstmals 1871 von A. Emmerling and C. Engler als „gebromtes Acetophenon“ charakterisiert.
Die Herstellung ist einfach möglich durch säurekatalysierte Bromierung von Acetophenon oder durch Friedel-Crafts-Acylierung von Benzol mit Bromacetylbromid in Gegenwart von Aluminiumchlorid als Katalysator.

## Eigenschaften
Chemisch betrachtet ist ω-Bromacetophenon ein aliphatisch-aromatisches Keton. Als Reinsubstanz liegt ω-Bromacetophenon in Form farbloser rhombischer Kristalle vor, das lichtempfindliche Produkt ist häufig gelbbraun verfärbt.
In Gegenwart von Basen wie Natriumethanolat geht „Phenacylbromid“ durch Aldolkondensation in „Bromdiphenacyl“  über.
ω-Bromacetophenon wirkt sehr stark haut- und augenreizend.

## Verwendung
ω-Bromacetophenon wird hauptsächlich als Zwischenprodukt zur Herstellung von Pharmazeutika und anderen chemischen Verbindungen (zum Beispiel von Indolen durch Bischler-Möhlau-Indolsynthese) verwendet.
Es kann zur Derivatisierung von Carbonsäuren (durch Esterbildung bei pH 8,5) genutzt werden.